# Громадское телевидение
Громадское телевидение (укр. Громадське телебачення, Громадське ТБ, букв. «Общественное телевидение») — украинский интернет-телеканал, начавший вещание 22 ноября 2013 года. Анонсирован 11 июня 2013 года и зарегистрирован как общественная организация. Реализация проекта украинского онлайн-телевидения финансировалась фондом «Возрождение», грантами посольств США и Нидерландов на Украине, личными средствами журналистов и пожертвованиями граждан Украины. В декабре 2013 года телевидение собрало 7,5 млн уникальных посетителей и заняло первое место в рейтинге интернет-телеканалов Украины по версии журнала «Forbes.Украина».
Главный редактор — Анастасия Станко.

## История
Идея проекта появилась у журналиста Романа Скрыпина в сентябре 2012 года. Основой нового коллектива стали бывшие журналисты телеканала ТВі, которые уволились в апреле 2013 года после конфликта из-за изменения структуры собственности канала. К ним присоединились журналисты «1+1», «Пятого» и других украинских телеканалов. Проект был официально анонсирован в июне 2013 года. Его основателями стали 8 журналистов: Роман Скрыпин, Дмитрий Гнап, Мустафа Найем, Юлия Банкова, Сергей Андрушко, Роман Винтонив, Даниил Яневский и Андрей Баштовый, всего же в состав инициативной группы вошли 15 человек.
Планировалось, что канал начнёт вещание в сентябре 2013 года. Однако первый эфир вышел 22 ноября 2013 года в 14:00. Изначально он был назначен на 18:00, но перемещён на несколько часов раньше из-за распоряжения украинского правительства от 21 ноября 2013 года о приостановлении подготовки к подписанию соглашения об ассоциации Украины и Европейского союза. Во время последовавших протестов число зрителей достигало 100 тысяч одновременно. 29 ноября двух журналистов телеканала побили в центре Киева, им разбили камеру и отобрали флешку с видеозаписью.
На эфиры Громадского приходят не только оппозиционные политики и общественные деятели, но и представители власти.
Начиная с марта 2014 года блоки «Громадского телевидения» начал транслировать государственный канал «Первый национальный канал» (c 2015 года — «UA:ПЕРШИЙ»).
В 2015 года коллективы «Украинской правды», Громадского телевидения и «Центра UА» приняли решение создать совместный коворкинг MediaHub. Инициаторами выступили владелец «УП» Алена Притула, журналисты Мустафа Найем, Сергей Лещенко, Роман Скрыпин и активистка Светлана Залищук, помещение нашлось в здании Киеворгстроя в Печерском районе Киева.
В конце августа 2015 года было объявлено о формировании культурного отдела. которым будет руководить журналист и главред музыкального журнала Comma Сергей Кейн.
19 января 2016 разгорелся скандал вокруг Романа Скрыпина — наблюдательный совет Громадского телевидения обвинил журналиста в единоличном контроле части денежных средств. Речь шла о более €150 тыс. и $36 тыс., которые находились на его счетах. После этого прозвучали обвинения и от его коллег — Дмитрия Гнапа, Анастасии Станко, Богдана Кутепова. В свою очередь Роман заявил что готов практически немедленно перечислить большую часть средств на любой предоставленный счёт, но он должен быть не на Украине.
19 мая 2016 года Национальный совет по вопросам телевидения и радиовещания принял решение о выдаче «Громадскому телевидению» лицензии на спутниковое вещание сроком на 10 лет. Программная концепция предусматривает не менее 11 часов 6 минут в сутки информационно-аналитических и публицистических программ (в том числе — 7 часов собственного продукта), не менее 2,5 часов культурно-художественных программ собственного производства, не менее 30 минут научно-просветительских программ собственного производства, не менее 1 часа в сутки подборки музыкальных произведений (включая 30 минут собственного продукта) и не менее 30 минут в сутки показ фильмов. Канал планирует вещать со спутника Astra 4A через сигнал стандартной четкости (SD).
К 2017 году на телеканале работало 144 человек, включая администраторов и технических сотрудников.

## Популярность
В конце ноября 2013 года число единовременных зрителей «Громадского телевидения» временами достигало 100 тысяч. В конце февраля 2014 года страница канала на YouTube собрала 30 миллионов просмотров.
К апрелю 2014 года на страницу канала на YouTube подписалось больше 250 тыс. интернет-пользователей.

## Финансирование
В 2013 году первый взнос в 88 тыс. грн. в бюджет создаваемого телеканала сделал фонд «Возрождение», финансируемый американским миллиардером Соросом; от посольства США поступило — 400 тыс. гривен; от посольства Королевства Нидерландов — 793 тыс. гривен; через частные пожертвования — 550 тыс. гривен.
Объявленный бюджет телеканала на 2014 год составил 15 млн гривен. Канал раньше заявленного времени собрал больше миллиона гривен на краудфандинговой платформе «Спільнокошт», хотя изначально планировали получить сто тысяч (с учётом инфляции, собранная сумма сократилась на 30 %). По самым скромным оценкам, телеканал нуждается в 12—15 миллионов гривен в год — на функционирование (большинство сотрудников работают на гонорарной основе) и развитие.
В 2016 году бюджет канала равнялся 40 млн гривен.

## Редакционная политика
Изначально восемь журналистов-основателей — Роман Скрыпин, Дмитрий Гнап, Мустафа Найем, Юлия Банкова, Сергей Андрушко, Роман Винтонив, Данило Яневский и Андрей Баштовой вошли в так называемую «Программную раду» — орган самоуправления канала, председатель которой избирается сроком на один год. Председателем программного комитета «Громадского телевидения» является Роман Скрыпин.
По словам журналиста «Громадского» Богдана Кутепова, на канале «в полной мере реализуется форма независимой непредвзятой журналистики и практически неконтролируемого творческого процесса».
Сотрудники телеканала входят в три выпускающих группы, занятых в производстве утреннего, дневного и вечернего эфиров. В каждую группу входят 1-2 ведущих, выпускающий редактор, второй редактор, продюсер эфира, режиссёр, звукорежиссёр и линейный продюсер, который занимается организационными вопросами и координацией стримеров на местах. Рабочий день сотрудников составляет 6-7 часов. При возникновении непредвиденных обстоятельств сотрудники работают ненормированно.

## Критика
Сотрудников канала его критики обвиняли в непрофессионализме, неумении вести диалог в студии, предвзятости суждений и излишней экспрессивности.

### Конфликт из-за освещения боевых действий на востоке Украины
В июле 2016 года пресс-центр Штаба АТО попросил приостановить аккредитацию журналистов «Громадского» Анастасии Станко, Константина Реуцкого и специальной корреспондентки российской «Новой газеты» Юлии Полухиной до выяснения всех обстоятельств из-за публикации видео с позициями украинских десантников в промзоне Авдеевки. В заявлении указывалось, что 8 июля этот сюжет был выставлен на сайте «Громадского» без согласования, а позже был снят после критики со стороны военнослужащих. Через некоторое время подобный сюжет вышел на сайте «Новой газеты».
В дальнейшем была создана рабочая группа для изучения всех обстоятельств съёмок и экспертизы созданного видеосюжета. В состав рабочей группы вошли представители Министерства обороны, Администрации Президента, Службы безопасности Украины, пресс-службы ВДВ и общественных организаций. До завершения экспертизы телеканал решил не публиковать сюжет, а аккредитация Анастасии Станко и Константина Реуцкого была приостановлена.
Телеканал отвергал обвинения в размещении видео до согласования с военными, это было в дальнейшем подтверждено представителями Youtube. В августе Минобороны Украины обратилось к СБУ с просьбой вернуть аккредитацию Станко и Реуцкому, что и было сделано 29 августа. Российская журналистка была лишена аккредитации СБУ с сохранением разрешения на въезд в страну, так как публикацией видео она нарушила правила работы журналиста в АТО.

## Вещание
Канал работает 24 часа в сутки, но без заявленной сетки, привязанной к рекламным блокам — реклама не транслируется. Координацией графика занимается линейный продюсер. Прямой эфир перемежается с повторами. На канале работают около тридцати сотрудников. Вещание с ведущими происходит с понедельника по пятницу с 10:00 по 12:00, с 15:00 по 17:00 и с 19:00 по 22:00, в субботу и воскресенье с 19:00 по 22:00. Основным форматом «Громадського ТБ» является телемарафон с гостями, транслируемый из студии, новостные блоки и прямые включения с репортажами из мест, где происходят резонансные политические события.
Для прямой трансляции канал используются сервис потокового видео «Ustream».
Регулярное вещание «Громадского» ведётся через видеохостинг YouTube, с которым подписано партнерское соглашение, а также через мультимедийные приложения для Android и iTunes и мультимедийный сервис «Divan.TV».
С 18 апреля 2015 года начал вещать со спутника AzerSpace 1 в HD-формате.